# Personal Jesus (singel Marilyn Manson)
Personal Jesus – główny singel (ang. lead single) promujący kompilację utworów grupy Marilyn Manson pt. Lest We Forget: The Best of (2004). Cover utworu Depeche Mode pod tym samym tytułem.

## Zawartość singla
1. „Personal Jesus” (wersja radiofoniczna) – 3:19
2. „Personal Jesus” (wersja albumowa) – 4:06